# Sulle colline a Settignano
Sulle colline a Settignano è un quadro dipinto da Telemaco Signorini nel 1885.

## Descrizione
Nel quadro, Signorini usa il tema del paesaggio per rappresentare una parte della sua vita. Lo sfondo è naturalistico e mostra un piccolo paese e una serie di colli. La scena è serena, trasmette un senso di tranquillità.
La parte inferiore del quadro, dal muretto alla vegetazione, è  molto affrettata nell'esecuzione, come se fosse di scarsa importanza rispetto alla definizione del bianco della veste dipinto con maestria, in contrasto con la carnagione e con i capelli più scuri e con gli altri colori intorno. Nonostante l'assenza di definizione di alcuni dettagli, si colgono con chiarezza i contorni degli elementi che fanno da cornice al ritratto della fanciulla.

## Soggetto
La fanciulla seduta sul muretto, rappresentata mentre lavora all'uncinetto, è probabilmente la figlia adottiva del pittore, “Nene” (a volte chiamata anche Fanny), soprannome di Irene Roppele.